# Theo Rasing

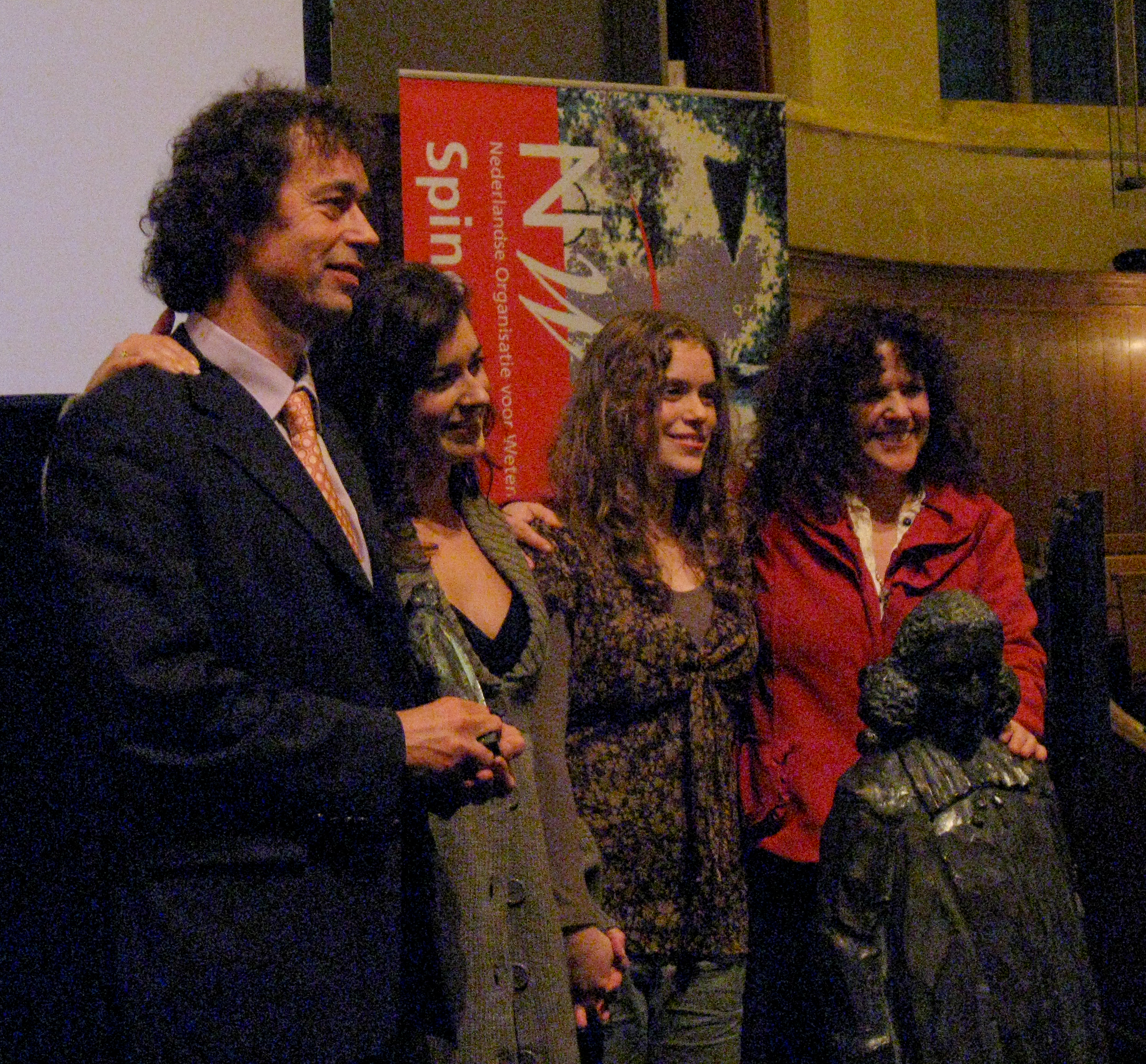
Theo Rasing (links) bei der Übergabe des Spinoza-Preis (2008)

Theodorus „Theo“ Henricus Maria Rasing (* 26. Mai 1953 in Didam) ist ein niederländischer Physiker. Er befasst sich experimentell mit der Spektroskopie von Festkörpern und Oberflächen.
Rasing studierte Physik an der Radboud-Universität Nijmegen, wo er 1976 seinen Diplomabschluss machte und 1982 promoviert wurde. Als Post-Doktorand war er mit einem IBM-Stipendium an der University of California, Berkeley. Er wurde Mitglied des Lawrence Berkeley Laboratory. Ab 1988 war er Assistenzprofessor und ab 1997 mit voller Professur an der Universität Nijmegen. Dort ist er Gründer des Nijmegen Center for Advanced Spectroscopy (NCAS) und (für kommerzielle Anwendungen) des NanoLab Nijmegen. 
Rasing ist ein Pionier in der Entwicklung nichtlinearer optischer Methoden zur Manipulation von Molekülen und Materialien auf Oberflächen im Nanometer-Bereich, insbesondere magnetischer Nanostrukturen und magnetische Vielfachschichten (statisch und dynamisch mit Femtosekunden-Laserpulsen).
Hier entwickelte er zum Beispiel die Technik der Magnetization induced Second Harmonic Generation (MSHG) zur Untersuchung magnetischer Schichtstrukturen im Nanometerbereich.
2011 gelang seiner Gruppe die Ummagnetisierung (Übergang von Ferrimagneten zu Ferromagneten) mittels ultrakurzer Laserpulse, was auch Aussichten auf neue sehr schnelle Datenspeicherungsverfahren eröffnet.
2007 erhielt er den Physica-Preis der Niederländischen Physikalischen Gesellschaft und 2008 den Spinoza-Preis, die höchste Wissenschaftsauszeichnung der Niederlande. 2009 war er Distinguished Lecturer der IEEE Magnetics Society. 2010 wurde er zum Mitglied der Königlich Niederländischen Akademie der Wissenschaften gewählt. Seit 2013 ist er ordentliches Mitglied der Academia Europaea. Er ist Träger des Ordens vom Niederländischen Löwen.

## Schriften
- mit Igor Musevic Surfaces and Interfaces of Liquid Crystals, Springer 2004
- Andrei Kirilyuk, Alexey V. Kimel, Theo Rasing: Ultrafast optical manipulation of magnetic order, Rev. Mod. Phys., Band 82, 2010, S. 2731